# Nelsinho Santana
Nelson Santana (Ibitinga, 31 de julho de 1955 – Araraquara, 24 de dezembro de 1964),  conhecido como Nelsinho, foi um menino do interior do estado de São Paulo, considerado venerável pela Igreja Católica.

## Biografia
Com sete anos de idade, Nelsinho sofreu uma queda que provocou um ferimento no ombro esquerdo. Por causa das complicações e dores insuportáveis, teve que amputar o braço.
O menino também sofria de câncer no braço. Dos sete até os nove anos, praticamente viveu no hospital em razão dos tratamentos sofridos pela enfermidade. Foi na Santa Casa de Araraquara que ele fez a sua primeira comunhão.
Nelsinho anunciou previamente a sua morte, o que aconteceu em 24 de dezembro de 1964, durante uma vigília de Natal. Paulo Cezar Costa, então bispo de São Carlos, afirma que o menino avisou ao padre local que Jesus o havia chamado e que queria passar o Natal no céu.
Inicialmente, o corpo de Nelsinho foi sepultado como indigente, pois a família não tinha recursos para bancar o funeral. Familiares receberam posteriormente uma sepultura do Cemitério São Bento.
Em 24 de outubro de 2011, os restos mortais de Nelsinho foram colocados em duas caixas e transferidos para a Paróquia Senhor Bom Jesus, em Ibitinga, para serem colocados em uma cripta na Igreja Matriz do Senhor Bom Jesus.

## Processo de beatificação
A história do menino Nelsinho passou a atrair devoção popular em Ibitinga. Isso ocasionou a abertura de uma comissão para investigar a beatificação do menino.  A vida de Nelsinho é analisada pelo Vaticano desde 2012.
Em 25 de novembro de 2014, membros dessa comissão se reuniram no Rio de Janeiro. No local, eles estiveram reunidos com Dr. Paola Vilotta e padre Paolo Lombardo, italianos que são postuladores das causas de beatificação no Brasil. Na época, discutiu-se os casos de cura que teriam acontecido pela intercessão de Nelsinho, embora ainda faltassem documentos que provassem que tais curas aconteceram sem uma resposta científica.
Outra etapa do processo de reconhecimento da santidade de Nelsinho Santana aconteceu em 8 de abril de 2019. Foi quando o Papa Francisco reconheceu as virtudes heroicas de Nelsinho, que recebeu o título de venerável.